# Лен (река)
Лен (фр. La Laines) — река в департаментах Верхняя Марна и Об региона Гранд-Эст на северо-востоке Франции. Приток реки Вуар бассейна Сены. Начинается у Виль-сюр-Тер.

## География

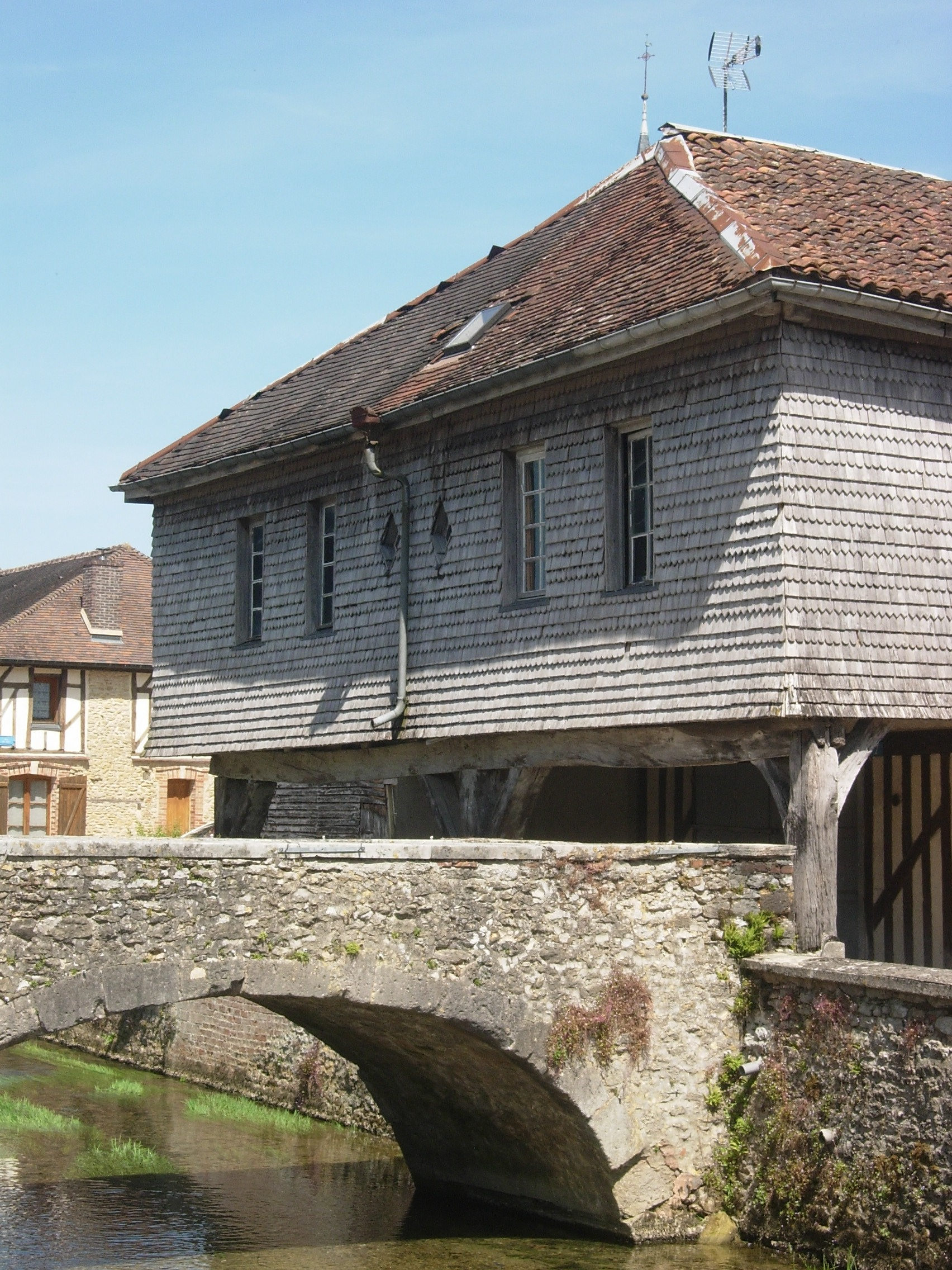
Мост Генриха IV через Лен в Сулен-Дюи.

Протяжённость реки — 28,4 км. Она берёт начало близ коммуны Виль-сюр-Тер на высоте 205 м над уровнем моря. Близ Сулен-Дюи расположен картовый источник на высоте 108 м над уровнем моря.
Является левым притоком Вуара между Ампиньи и Лантий на высоте 116 м над уровнем моря.

### Бассейн
Вуар пересекает единственную гидрографическую зону площадью 131 км².

### Пересекаемые коммуны
Протекает по департаментам Верхняя Марна и Об через следующие коммуны: Виль-сюр-Тер, Лонжевиль-сюр-ля-Лен, Валлантиньи, Луз, Сулен-Дюи, Сеффонд, Ампиньи, Лантиль.
Лен является гидронимом по которому названы Лонжевиль-сюр-ля-Лен и Сулен-Дюи.

## Притоки
Вуар имеет 3 притока:
- ручей Бюссиньо (правый берег), длина 2,7 км
- ручей Ассюре (левый берег), длина 3,2 км
- река Нуэ-д’Аманс (левый берег), длина 19,4 км. Пересекает 9 коммун, имеет два притока[3].